# Daphné (lớp tàu ngầm)
Tàu ngầm lớp Daphné là loại tàu ngầm tuần tra điện-diesel được đóng tại Pháp cho lực lượng hải quân Pháp cũng như dùng để bán.

## Lịch sử
Đây là phiên bản lớn hơn của tàu ngầm lớp Aréthuse. Pháp đã sử dụng 11 chiếc. Loại tàu ngầm này đã được xuất khẩu cho Pakistan, Bồ Đào Nha, Nam Phi và Tây Ban Nha. Tuy nhiên hai tai nạn khiến cho hai tàu ngầm trong lớp này bị chìm đã làm cho việc xuất khẩu hoàn toàn ngừng lại. Tai nạn có thể là do có lỗi trong việc thiết kế ống thông hơi của tàu ngầm. Các tàu ngầm trong lớp này bị tháo dỡ những năm 1990 và Bồ Đào Nha đã bán 1 chiếc cho Pakistan. Một chiếc bị lực lượng hải quân Ấn Độ đánh chìm năm 1971 trong cuộc chiến tranh Ấn Độ - Pakistan. Pakistan đã cho tất cả các tàu ngầm lớp này ra khỏi biên chế và thay thế bằng các tàu ngầm lớp Agosta loại tàu ngầm mà Pháp đã chuyển giao công nghệ và giấy phép sản xuất xuất khẩu cho Pakistan.